# ペルショトラーヴェンシク (ドニプロペトローウシク州)
ペルショトラーヴェンシク（ウクライナ語: Першотравенськ）はウクライナのドニプロペトローウシク州ペトロパーリウシク地区にある都市。ドニプロ・ドヌバス水道の河岸に位置する。都市の高さは海抜132 mである。面積は3.9 km²。人口は27,099人 (2022年1月1日)。
ペルショトラーヴェンシクは1954年5月25日に創建された。1966年に市制施行された。
市内ではムィコラーイウカ駅がある。首都キエフまでの直線距離は482 km、車道で576 kmとなっている。州庁所在地までの直線距離は104 km、鉄道で130 km、車道で123 kmとなっている。ペルショトラーヴェンシクの日は、5月の最後の日曜日となっている。